# 布里季夫卡
46°10′20″N 30°17′0″E / 46.17222°N 30.28333°E

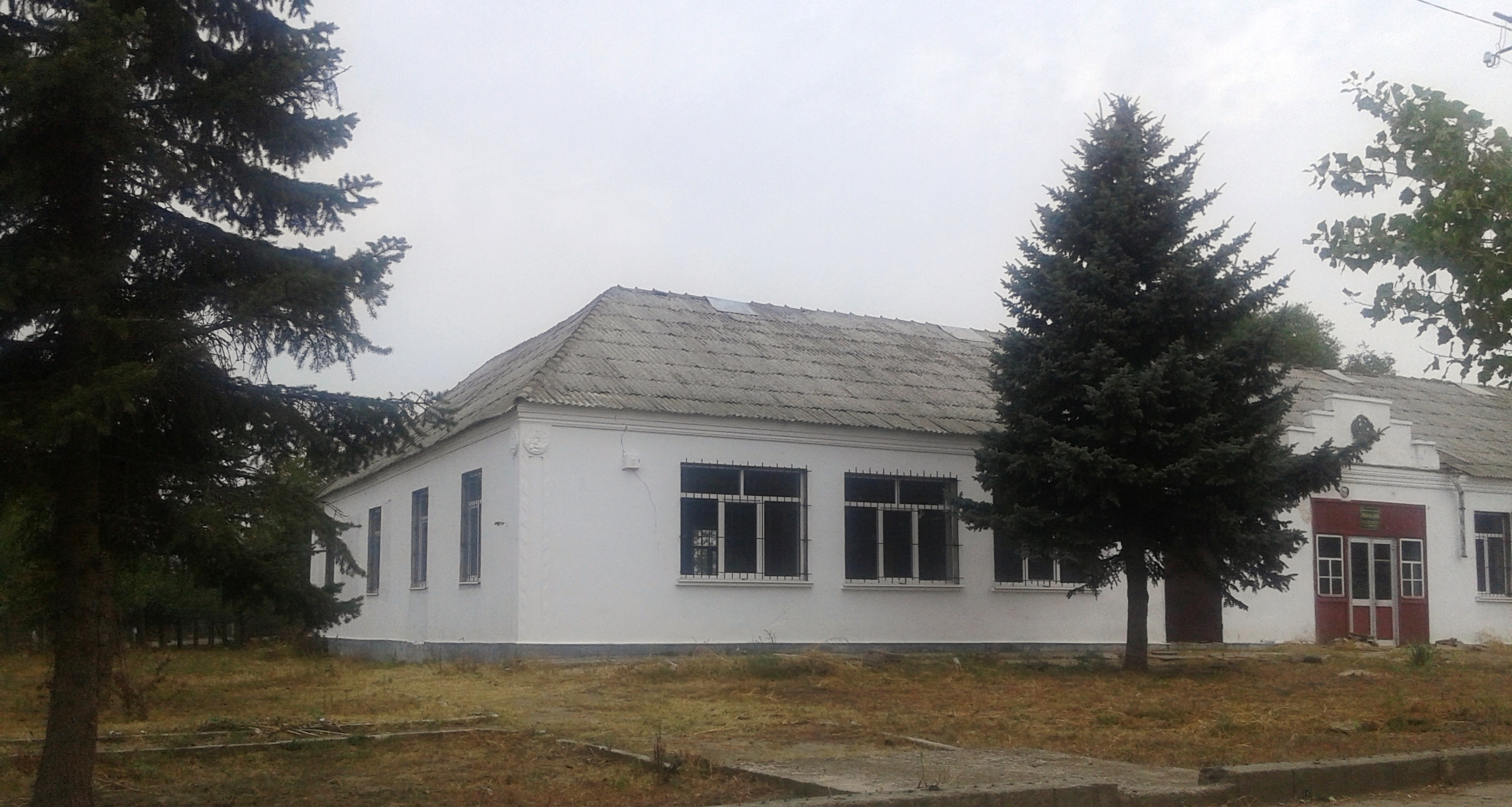

布里季夫卡（烏克蘭語：Бритівка）是位於烏克蘭西南部的村莊，由敖德萨州裡比爾霍羅德-德涅斯特羅夫斯基區的沙博市鎮負責管轄。該村始建於1824年，面積2.61平方公里，2001年人口2,818，人口密度每平方公里1,079.69人。